# Grande Incêndio de Hamburgo

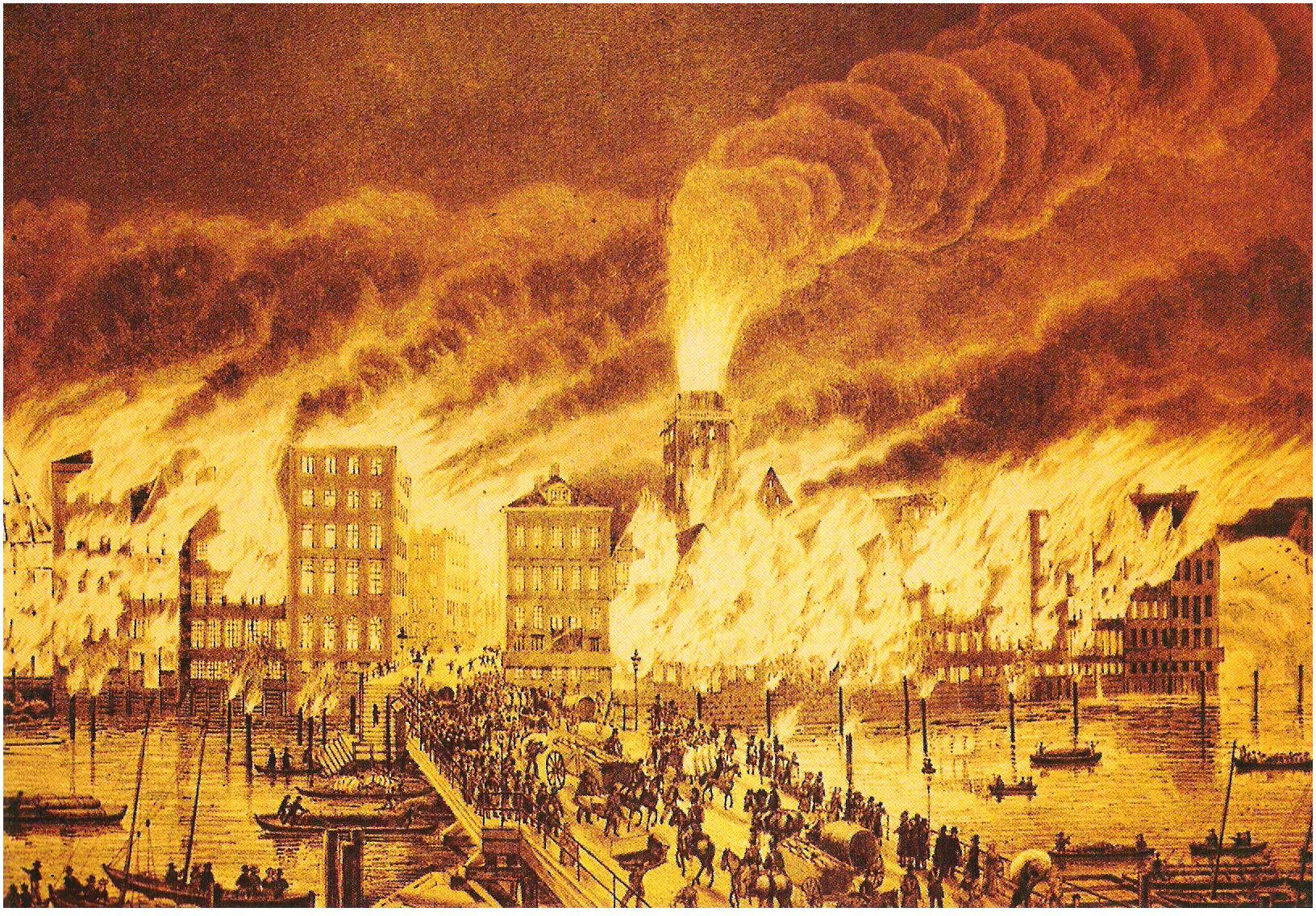
Representação artística do incêndio, por Peter Suhr.

O Grande Incêndio de Hamburgo começou no início de 5 de maio de 1842 em Deichstraße e queimou até a manhã de 8 de maio, destruindo cerca de um terço dos prédios da Altstadt. O incêndio exigiu uma grande reconstrução da cidade e levou a melhorias na sua infraestrutura. A forte demanda de companhias de seguros também levou ao estabelecimento de resseguro.
Depois de três dias e noites, graças a uma nova mudança no vento e ao que restava das antigas muralhas da cidade, o fogo finalmente foi apagado às 7 horas do dia 8 de maio; a localização é marcada pelo nome da rua Brandsende, "fim do fogo", perto da estação principal. 51 pessoas morreram, incluindo 22 dos bombeiros, e cerca de um terço da cidade foi destruída, incluindo 1.700 edifícios residenciais que continham mais de 4.000 residências, mais de 100 armazéns, sete igrejas, duas sinagogas, 60 escolas e edifícios públicos, incluindo o Banco de Hamburgo, além do Rathaus. Aproximadamente 20 mil pessoas ficaram desabrigadas, incluindo quatro senadores.